# 해원대
해원대(海援隊 가이엔타이[*])는 에도 시대 후기인 막말에, 도사번을 탈번한 무사인 사카모토 료마를 중심으로 결성한 무역 결사이다. 1865년부터 1868년까지 3년 정도에 걸쳐 사설 해군, 무역회사로 활동하였다. 사쓰마번 등의 자금원조를 받아, 일본 최초의 주식 회사라고도 말해진다. 나카오카 신타로를 대장으로 한 육원대와 아울러서 상천대(일본어: 翔天隊 쇼텐타이[*])라고 불리었다.

## 연혁

해원대 깃발 (二曳)

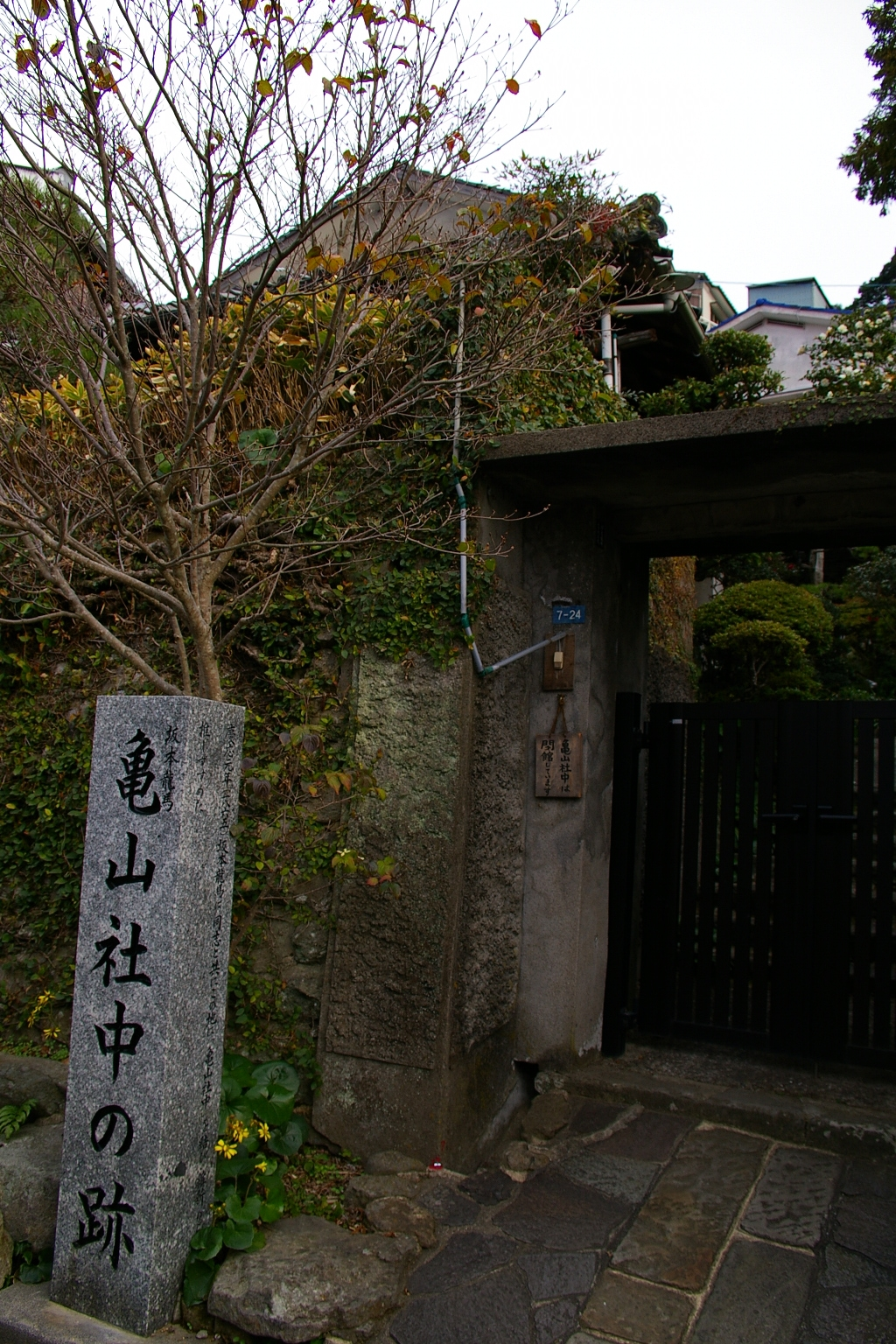
가메야마샤추 (현 가메야마샤추 기념관)

1865년 9월, 막부기관인 고베 해군훈련소가 해산되면, 사쓰마 번의 원조를 받아 나가사키의 가메야마 (현재 나가사키시 이라바야시(伊良林) 지구)에 전신인 가메야마샤추가 결성되었고, 토머스 블레이크 글러버의 '글로버 상회'와 총기 거래를 개시하여 번에 총기 등을 도매하였다. 물자의 수송이나 항해 훈련 등도 하였으며, 1866년 제2차 막부 조슈 전쟁에서 조슈번의 군함에 동승, 6월 시모노세키 해전에서 종군한다.
1867년 4월에는 료마의 탈번 죄가 면제, 대장이 되어 도사번 부속 외곽기관으로써 ‘해원대(海援隊)’라고 개칭한다. 이로하마루 침몰 사건(1867년 4월 23일 밤, 해원대의 무기등을 적재한 이로하마루와, 기슈번의 군함 메이코마루가 도모노 항구 무 섬부근에서 충돌한 사건.)에 대해서는, 기슈번에 배상금을 청구하였다.
또한, 무기나 군함 등의 병기를 사쓰마번명의로 조슈에 보내는 등으로 알선하여, 험악했던 사쓰마와 조슈의 관계 회복을 주선한다. 6월, 사쓰마의 사이고 다카모리와 조슈의 기도 다카요시를 대표로 하는 삿초 동맹의 체결에 큰 역할을 한다.
조정의 복권(復權), 도막 운동에 분주하지만, 내전회피를 주장하는 사카모토와, 사쓰마, 조슈의 무력 도막파와 의견이 대립하여, 같은 해 11월 15일, 교토 오우미야(近江屋)에서 사카모토가 리쿠엔타이 대장 나카오카 신타로와 같이 암살되자 구심력을 잃고 분열, 보신 전쟁이 일어나면 나가오카 켄키치 일파는 소도 섬(小豆島)을 점령, 스가노 가쿠베이는 사사키 다카유키와 같이 나가사키 부교소를 점령하였다. 나가오카가 도사 번으로부터 해원대 대장으로 임명되었지만 다음 해 4월에는 번의 명령으로 인해 해산된다. 도사 번의 고토 쇼지로는 해원대를 도사 상회(土佐商會)로써, 이와사키 야타로는 쓰쿠모 상회(九十九商會), 미쓰비시 상회(三菱商會), 우편기선 미쓰비시 회사(후의 일본 유센 주식회사, 미쓰비시 상사(三菱商事))등으로 발전시킨다.
사카모토는 에조치(홋카이도)개발사업에 착수할 계획을 가지고 있었다고 하며, 후에 친족인 사카모토 나오히로가 유지를 이어, 메이지 시대에 홋카이도 소라치 지청 우라우스정으로 이주하였다.